# Николаевка (Новоруднянский сельсовет)
Николаевка — упразднённая деревня в Хиславичском районе Смоленской области России.
Располагалась в полутора верстах юго-западней современной деревни Новая Рудня на правом берегу речки Духовой. В 11 км к востоку от райцентра — посёлка Хиславичи.

## История
В списке населённых мест Смоленской губернии 1859 года числится как деревня Николиной (Николаевка), в которой 11 дворов и 115 жителей.
На карте 1871 года названа уже просто Николаевка.
Согласно картам РККА 1924,1926 годов в Николаевке 35 дворов. На этой карте в 5 верстах северо-западней на речке Красной обозначены хутора Ново-Николаевские. Они немного поздней стали деревней, которая также стала называться Николаевка.
В 1970-е годы старая Николаевка входила в Новоруднянский сельсовет, новая в Череповский.
К настоящему времени деревня исчезла. По картам Госгисцентра от 2010 года на месте деревни значится только урочище Николаевка.

## Население
По сведениям 1859 года — 115 жителей.

## Известные жители
В Николаевке в 1923 году родилась Анна Яковлевна Сазыкина (девичья фамилия Сысоева), советский работник сельского хозяйства, Герой Социалистического Труда.